# دنیل دبلیو بورش
دنیل دبلیو بورش (به انگلیسی: Daniel Wheeler Bursch) فضانورد اهل کشور ایالات متحده آمریکا است که در ۲۵ ژوئیهٔ ۱۹۵۷ میلادی در بریستول، پنسیلوانیا زاده شد.
وی در مأموریت اس‌تی‌اس-۵۱، اس‌تی‌اس-۶۸، اس‌تی‌اس-۷۷، اکسپدییشن ۴، اس‌تی‌اس-۱۰۸، اس‌تی‌اس-۱۱۱ حضور داشته است.